# 軽井沢ラヴソング・アウォード

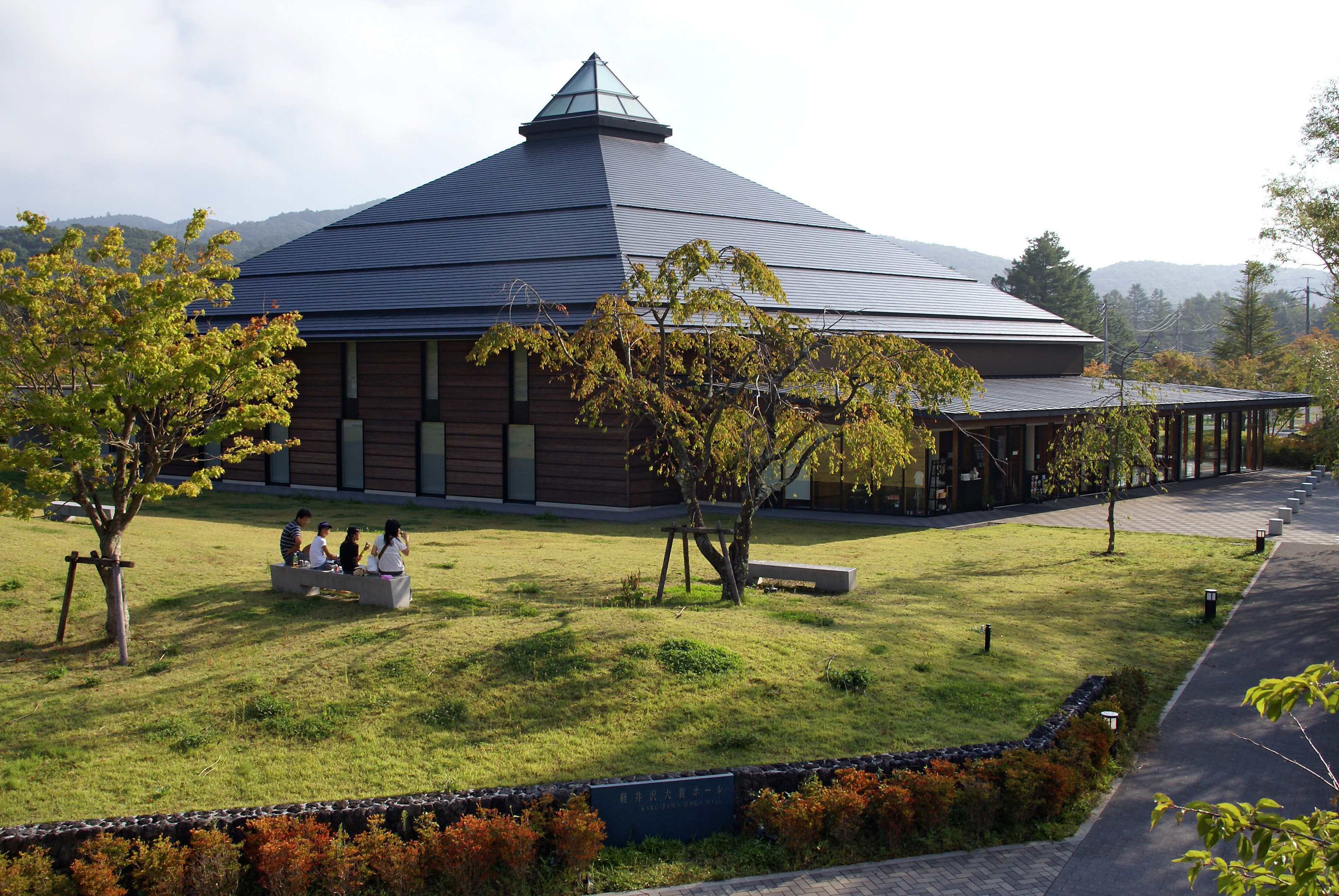
会場の軽井沢大賀ホール

『軽井沢ラヴソング・アウォード』（かるいざわラヴソング・アウォード）は、長野県北佐久郡軽井沢町で2003年から2013年まで開催されていた音楽イベントである。

## 概要
2003年に「緑と風の軽井沢から21世紀のラヴソングを」をテーマに開始した。毎回テーマに沿ったラヴソングを募集し、審査を通過した10数組が軽井沢大賀ホールで行われたグランプリコンサートで演奏した。グランプリコンサートの模様は長野朝日放送で放送された。
2013年に第10回目『軽井沢ラヴソング・アウォード2013』をもって終了することが発表された。
2003年グランプリの矢野絢子は、2004年にグランプリ受賞曲「てろてろ」でユニバーサルミュージックからメジャーデビューし、2005年に日本ゴールドディスク大賞のニュー・アーティスト・オブ・ザ・イヤーを受賞した。2004年グランプリのThe Bettyは、2006年に開催された『ストファイ姫祭り〜Girls Fight〜』で優勝した。

## グランプリ受賞曲
| 回     | 総合テーマ                          | グランプリ受賞曲              | 開催日・会場                             | 応募総数 |
| ------ | ----------------------------------- | ----------------------------- | ---------------------------------------- | -------- |
| 第1回  |                                     | 矢野絢子 『てろてろ』         | 2003年9月28日 ベルデ軽井沢（長野県）     | 702曲    |
| 第2回  |                                     | The Betty 『黄昏月』          | 2004年9月26日 ベルデ軽井沢               | 487曲    |
| 第3回  |                                     | 南聡次 『バード』             | 2005年10月2日 軽井沢大賀ホール（長野県） | 527曲    |
| 第4回  | ななつの愛                          | 双葉 『会いたくて会いぶさぬ』 | 2006年10月8日 軽井沢大賀ホール           | 510曲    |
| 第5回  | うれしくて泣く。あいたくて泣く。    | チャイルドフッド 『花火』     | 2007年10月14日 軽井沢大賀ホール          | 431曲    |
| 第6回  | 愛オドル                            | スクラロース 『春風』         | 2009年2月8日 軽井沢大賀ホール            | 252曲    |
| 第7回  | 出会えた！                          | 天秤 『ミックスジュース』     | 2010年2月14日 軽井沢大賀ホール           | 265曲    |
| 第8回  | バラードはいらない                  | 木内友軌 『2LOVE』            | 2011年2月13日 軽井沢大賀ホール           | 187曲    |
| 第9回  | バラードはいらないII                | Lull 『夢が醒めるまで』       | 2012年2月12日 軽井沢大賀ホール           | 161曲    |
| 第10回 | Go Excite... 失うものはなにもない。 | ママノリア 『星の声』         | 2013年2月10日 軽井沢大賀ホール           | 139曲    |

## テレビ
- 軽井沢ラヴソング・アウォード2004（長野朝日放送、2004年10月9日[7]）
- 軽井沢ラヴソング・アウォード2005（長野朝日放送、2005年10月30日[20]）
- 軽井沢ラヴソング・アウォード2006（長野朝日放送、2006年10月28日[11]）
- 軽井沢ラヴソング・アウォード2007（長野朝日放送、2007年11月4日[14]）
- 軽井沢ラヴソング・アウォード2009（長野朝日放送、2009年2月21日[21]）
- 軽井沢ラヴソング・アウォード2010（長野朝日放送、2010年2月28日[22]）
- 軽井沢ラヴソング・アウォード2011（長野朝日放送、2011年2月27日[17]）
- ドキュメント20min.（NHK、2011年3月7日[17]）